# Gaishorn (Alpes d'Allgäu)
Pour les articles homonymes, voir Gaishorn.
Le Gaishorn est une montagne culminant à 2 247 m d'altitude dans les Alpes d'Allgäu, en Autriche.

## Géographie
Il se situe au nord du Rauhhorn et à l'est du Vilsalpsee.
Il est, après le Leilachspitze, le sommet le plus haut des montagnes du Vilsalpsee.

## Ascension
Le sommet est accessible par plusieurs sentiers. Les plus fréquentés partent du Vilsalpsee. En hiver, le flanc nord est un lieu privilégié pour le ski hors piste.